# Building Bombs
Pour plus de détails, voir Fiche technique et Distribution.
Building Bombs est un film américain réalisé par Mark Mori et Susan J. Robinson, sorti en 1989.

## Synopsis
Le film s'intéresse à la contamination du Savannah River Site, centre de traitements des déchets nucléaires.

## Fiche technique
- Titre : Building Bombs
- Réalisation : Mark Mori et Susan J. Robinson
- Scénario : Mark Mori, Susan J. Robinson et Bill Suchy
- Photographie : Larry Robertson
- Montage : Philip Obrecht
- Narratrice : Jane Alexander
- Production : Mark Mori et Susan J. Robinson
- Société de production : Single Spark Pictures
- Pays :  États-Unis
- Genre : Documentaire
- Durée : 54 minutes
- Dates de sortie : 
  -  États-Unis : 9 mai 1989 (Atlanta Film Festival), 11 octobre 1991 (New York)

## Distinctions
Le film a été nommé à l'Oscar du meilleur film documentaire.